# Stenostomum constrictum
Stenostomum constrictum är en plattmaskart som först beskrevs av Papi 1960.  Stenostomum constrictum ingår i släktet Stenostomum, och familjen Stenostomidae. Arten är reproducerande i Sverige.